# Ius Commune (Zeitschrift)
Ius Commune war eine Zeitschrift des Max-Planck-Instituts für europäische Rechtsgeschichte (Bezeichnung bis 2020), die von 1967 bis 2001 in bisweilen unregelmäßigen Abständen mit insgesamt 28 Jahresbänden im Verlag Vittorio Klostermann in Frankfurt am Main erschien. Begründer und Erstherausgeber war Helmut Coing, ab 1983 übernahm durchgehend Dieter Simon, zeitweise zusammen mit Walter Wilhelm und schließlich Michael Stolleis.
Fortgeführt wurde das Zeitschriftenprojekt ab 2002 unter dem neuen Namen Rechtsgeschichte. Die ursprünglich als Hauszeitschrift des Instituts konzipierte Publikation entwickelte sich im Laufe der Zeit zu einer international beachteten Fachzeitschrift für rechtshistorische Forschung. Neben Aufsätzen wurden kleinere Berichte, Mitteilungen und Kritiken veröffentlicht, ab Band 14 wurden zudem Anzeigen geschaltet und Rezensionen veröffentlicht. Publiziert haben in dem Organ beispielsweise Marie Theres Fögen, Norbert Horn, Klaus Luig, Heinz Mohnhaupt, Fritz Sturm, Hans Erich Troje und Peter Weimar. Aber auch viele ausländische Rechtshistoriker mit internationalem Renommee veröffentlichten Aufsätze.
Heute sind die Beiträge retrodigitalisiert aufbereitet und können kostenlos als PDF heruntergeladen werden.